# Eddie Johnson
Eddie Johnson, ameriški dirkač Formule 1, * 10. februar 1919, Richmond, Virginija, ZDA, † 30. junij 1974, Cleveland, Ohio, ZDA.
Eddie Johnson je pokojni ameriški dirkač, ki je med leti 1952 in 1966 sodeloval na ameriški dirki Indianapolis 500, ki je med letoma 1950 in 1960 štela tudi za prvenstvo Formule 1. Najboljši rezultat je dosegel na dirki leta 1960, ko je zasedel šesto mesto. Leta 1974 je umrl v letalski nesreči.